# 程择
程择（1296年—1352年），字义夫，元朝徽州婺源（今江西省婺源县）人。
程择博通经史，尤其喜好孙吴兵法。由武昌路学正转任武昌路教授。元顺帝至正十二年（1352年），蕲、黄红巾军兴起，程择奉府檄起兵抵拒红巾军，固守武昌。城陷，战死。